# Imants
Imants ist ein lettischer männlicher Vorname livischer Herkunft mit der Bedeutung „ein Wunder-Geschenk“. Namenstag in Lettland ist der 1. Juli.

## Namensträger
- Imants Bleidelis (* 1975), lettischer Fußballspieler
- Imants Blūzmanis (* 1987), lettischer Pianist
- Imants Bodnieks (* 1941), lettischer Radrennfahrer
- Imants Kalniņš (* 1941), lettischer Komponist und Politiker
- Imants Lancmanis (* 1941), lettischer Kunsthistoriker, Maler, Restaurator und Autor
- Imants Viesturs Lieģis (* 1955), lettischer Diplomat und Politiker
- Imants Tillers (* 1950), australischer Konzeptkünstler und Maler
- Imants Ziediņš (* 1969), lettischer Generalmajor
- Imants Ziedonis (1933–2013), lettischer Dichter und Schriftsteller